# Ruta de Rhode Island 238
La Ruta de Rhode Island 238, y abreviada R.I. 238 (en inglés: Rhode Island Route 238) es una carretera estatal estadounidense ubicada en el estado de Rhode Island. La carretera inicia en el Sur desde la Goat Island Connector Road en Newport hacia el Norte en la Ruta 138     en Newport. La carretera tiene una longitud de 2,4 km (1.5 mi).

## Mantenimiento
Al igual que las autopistas interestatales, y las rutas federales y el resto de carreteras estatales, la Ruta de Rhode Island 238 es administrada y mantenida por el Departamento de Transporte de Rhode Island por sus siglas en inglés RIDOT.

## Cruces
La Ruta de Rhode Island 238 es atravesada principalmente por la Avenida Van Zandt.